# Giẻ cùi Steller
Giẻ cùi Steller, tên khoa học Cyanocitta stelleri, là một loài chim trong họ Corvidae.
Đây là loài giẻ cùi duy nhất ở phía tây dãy núi Rocky. Giẻ cùi Steller dài khoảng 30–34 cm và nặng khoảng 100-140 g.

## Phân loài
- Cyanocitta stelleri annectens (S.F. Baird, 1874)
- Cyanocitta stelleri azteca Ridgway, 1899
- Cyanocitta stelleri carbonacea Grinnell, 1900
- Cyanocitta stelleri carlottae Osgood, 1901
- Cyanocitta stelleri coronata (Swainson, 1827)
- Cyanocitta stelleri diademata (Bonaparte, 1850)
- Cyanocitta stelleri frontalis (Ridgway, 1873)
- Cyanocitta stelleri lazula van Rossem, 1928
- Cyanocitta stelleri macrolopha S.F. Baird, 1854
- Cyanocitta stelleri phillipsi Browning, 1993
- Cyanocitta stelleri purpurea Aldrich, 1944
- Cyanocitta stelleri restricta A.R. Phillips, 1966
- Cyanocitta stelleri ridgwayi Miller & Griscom, 1925
- Cyanocitta stelleri stelleri J.F. Gmelin, 1788
- Cyanocitta stelleri suavis Miller & Griscom, 1925
- Cyanocitta stelleri teotepecensis Moore, 1954

## Chế độ ăn
Giẻ cùi Steller là loài ăn tạp; chế độ ăn của chúng là khoảng hai phần ba thực vật và một phần ba động vật. Chúng thu thập thức ăn cả từ mặt đất và từ cây cối. Chế độ ăn của giẻ cùi Steller bao gồm nhiều loại hạt, quả hạch, quả mọng và các loại trái cây khác. Chúng cũng ăn nhiều loại động vật không xương sống, động vật gặm nhấm nhỏ, trứng và chim non như những con của loài Brachyramphus marmoratus. Có một số ghi chép cho thấy chúng ăn các loài bò sát nhỏ, cả rắn và thằn lằn.

## Hình ảnh

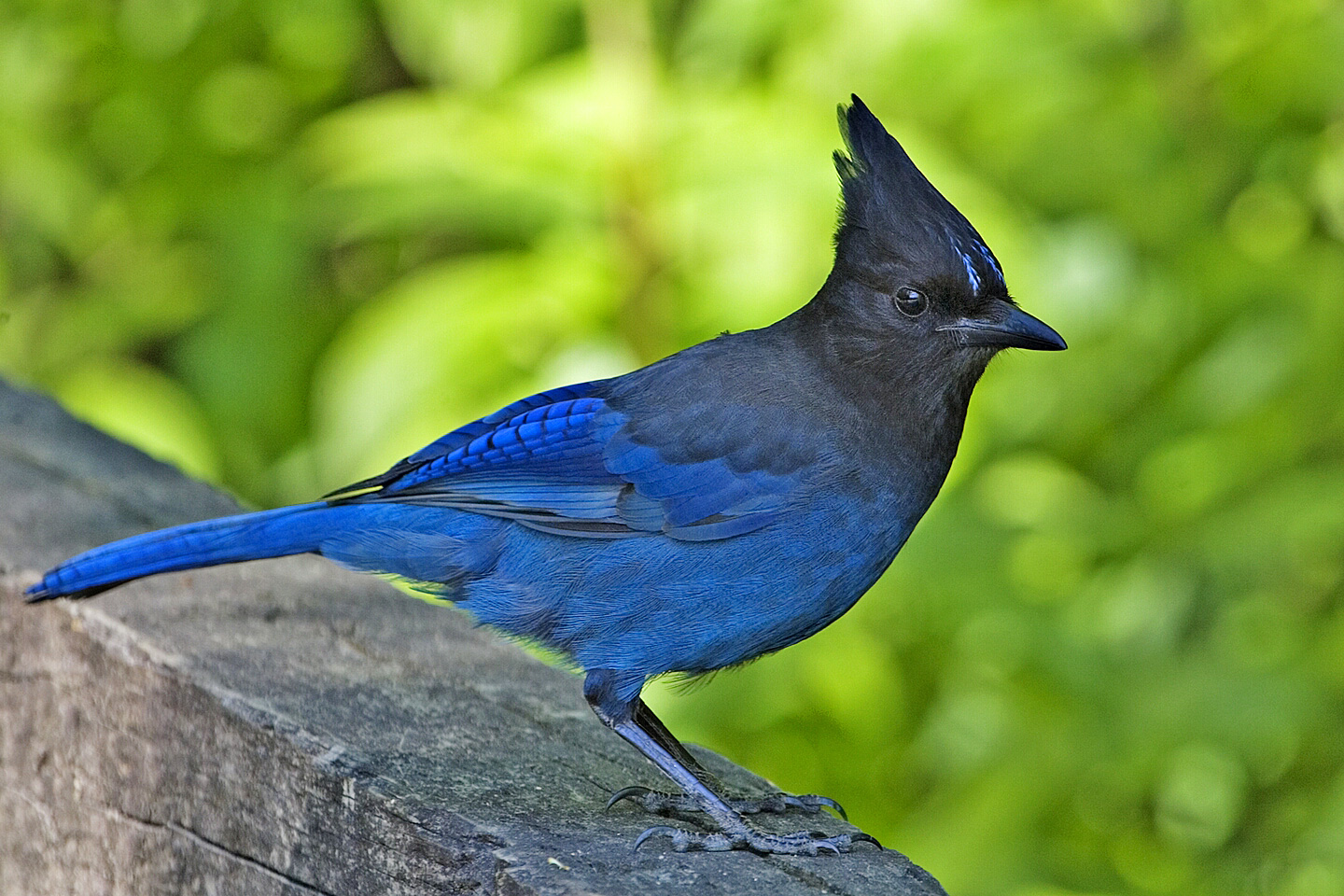
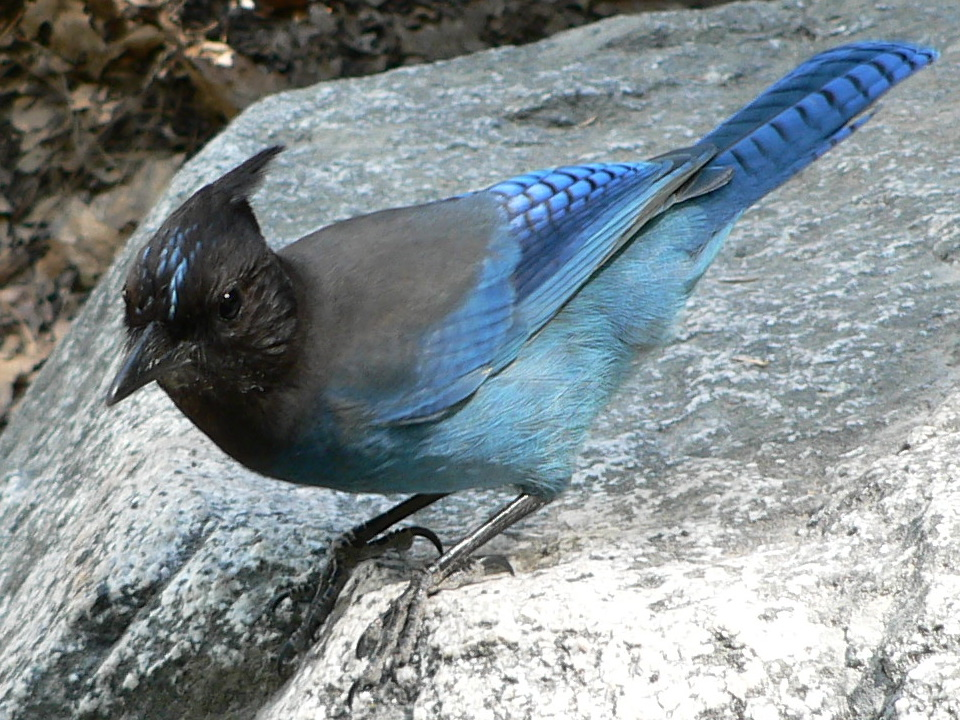
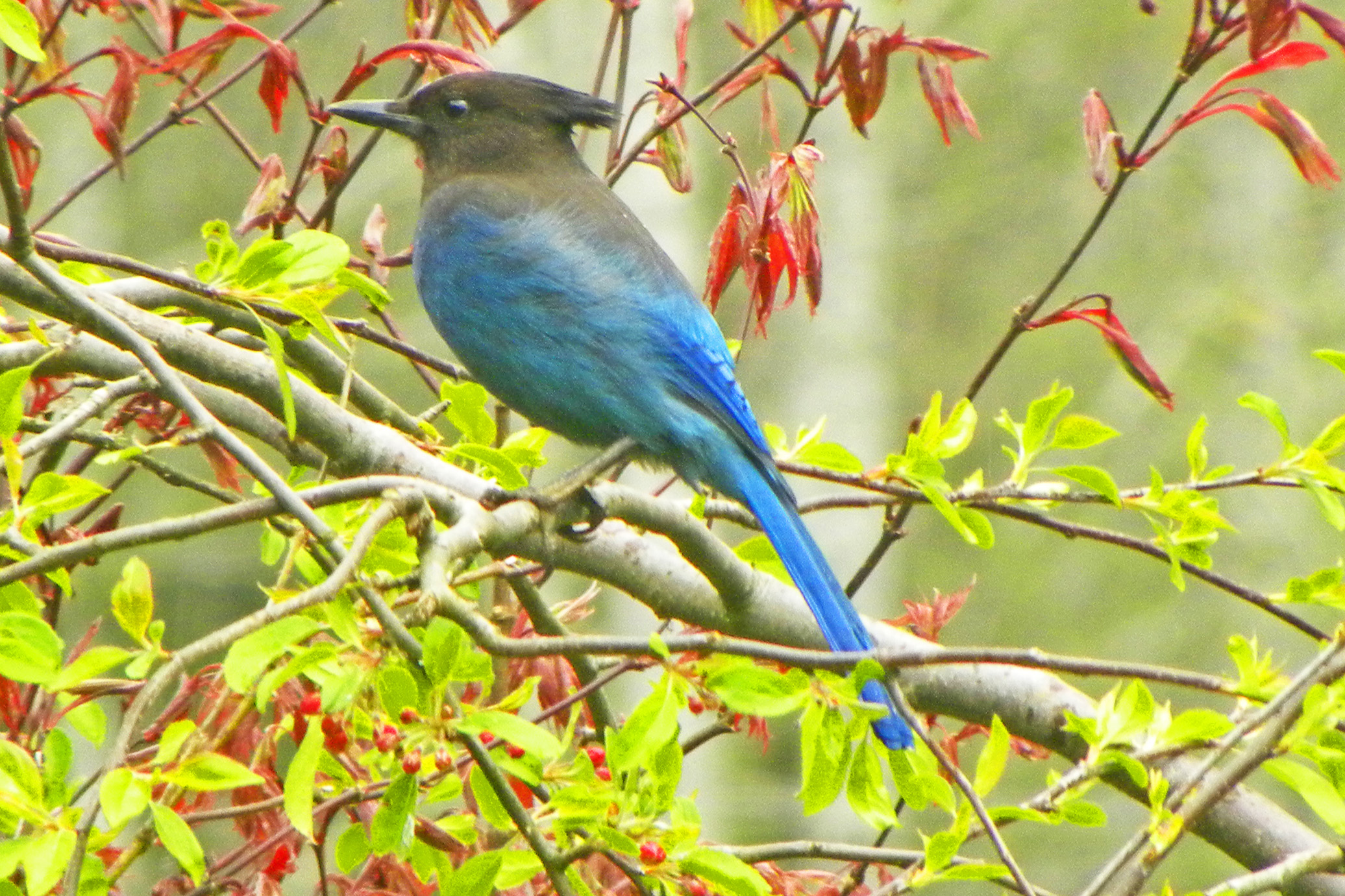
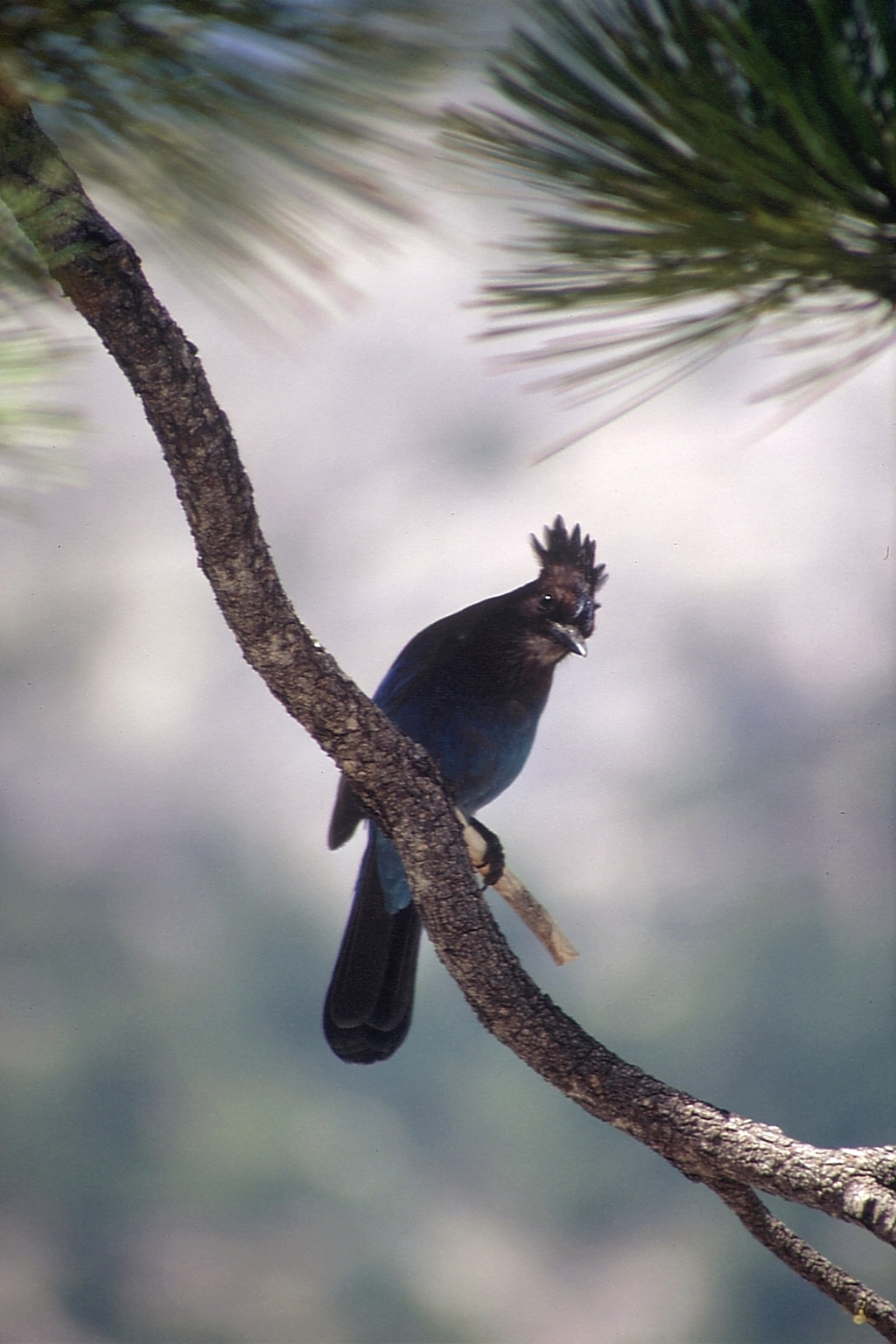
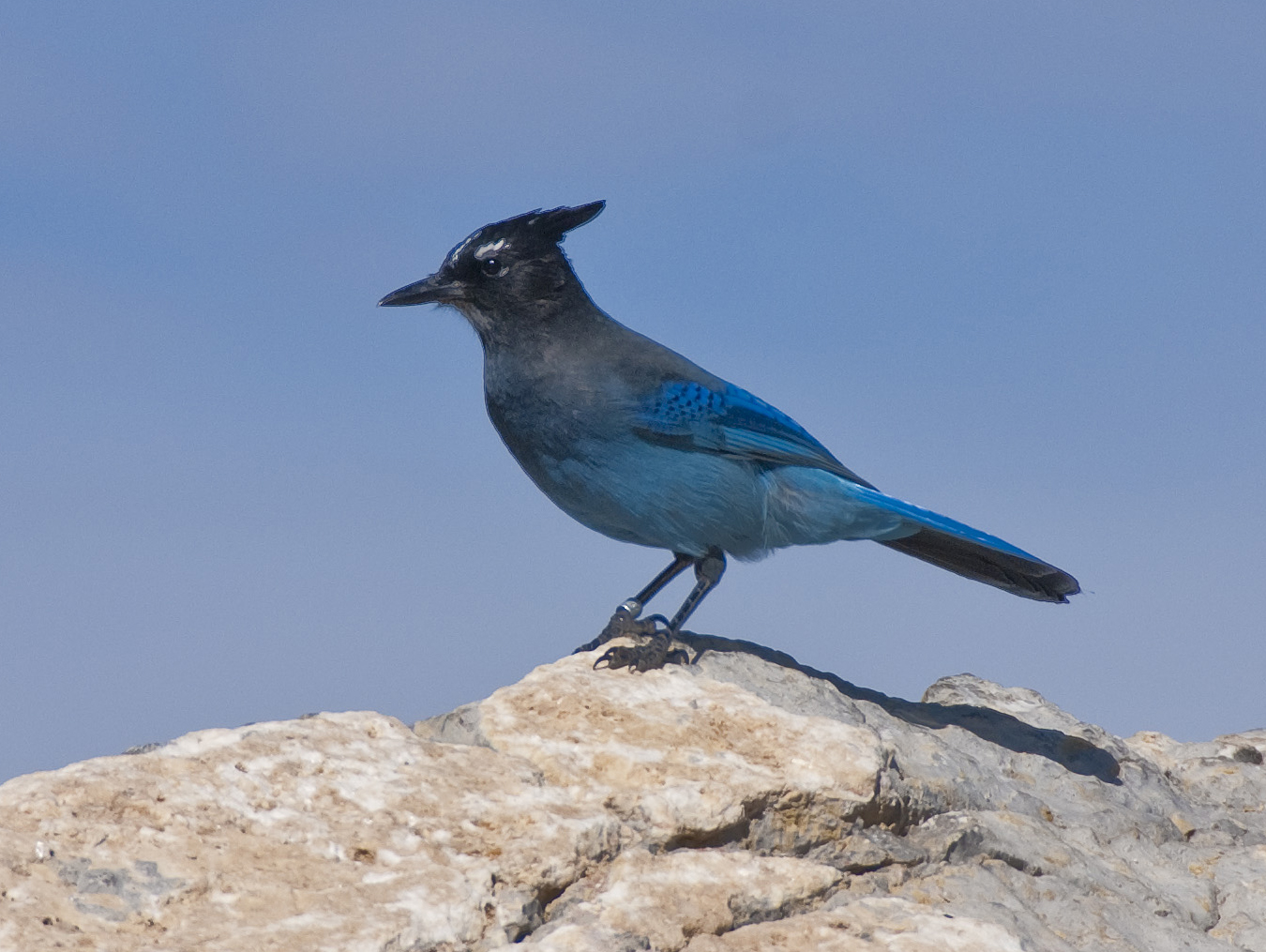